# Баррето Баррето, Хуан Карлос
Хуан Карлос Баррето Баррето (исп. Juan Carlos Barreto Barreto, 26.12.1968 г., Эль-Гуамо, департамент Боливар, Колумбия) — епископ Римско-Католической церкви, епископ Кибдо с 30 января 2013 год.

## Биография
Хуан Карлос Баррето Баррето родился 26 декабря 1968 года в Эль-Гуаме, департамент Боливар, Колумбия. 30 января 1993 года был рукоположён в священника.
30 января 2013 года Римский папа Бенедикт XVI назначил Хуана Карлоса Баррето Баррето епископом Кибдо. 9 марта 2013 года состоялось рукоположение Хуана Карлоса Баррето Баррето в епископа, которое совершил епископ Эспиналя Пабло Эмиро Саласа Антелис в сослужении с апостольским нунцием в Колумбии архиепископом Альдо Ковали и архиепископом Ибаге Флавио Калье Сапатой.

## Источник
- Информация  (англ.)